# 迪努瓦地区沙蒂永
迪努瓦地区沙蒂永（法語：Châtillon-en-Dunois，法語發音：[ʃatijɔ̃ ɑ̃ dynwa]）是法国厄尔-卢瓦省的一个旧市镇，位于该省西南部，属于沙托丹区。2017年1月1日，迪努瓦地区沙蒂永和相邻的另外5个市镇合并为新市镇阿鲁新市镇（后更名为“瓦尔迪耶尔”）。

## 地理
迪努瓦地区沙蒂永（48°6'58"N, 1°11'12"E）面积37.19 平方千米，位于法国中央-卢瓦尔河谷大区厄尔-卢瓦省，该省份为法国北部内陆省份，北起顺时针与厄尔省、伊夫林省、埃松省、卢瓦雷省、卢瓦-谢尔省、萨尔特省和奧恩省接壤。
与迪努瓦地区沙蒂永接壤的市镇（或旧市镇、城区）包括：安韦尔、耶夫尔。
迪努瓦地区沙蒂永的时区为UTC+01:00、UTC+02:00（夏令时）。

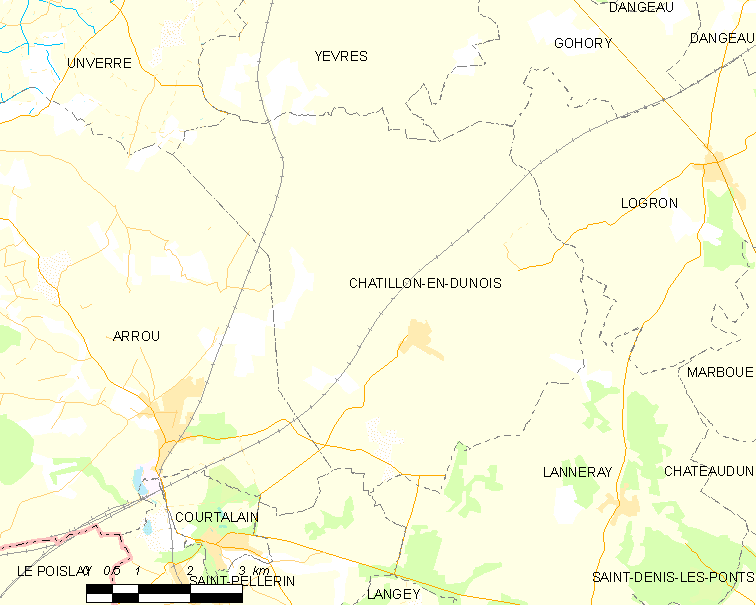
迪努瓦地区沙蒂永的OSM定位图

## 行政
迪努瓦地区沙蒂永的邮政编码为28290，INSEE市镇编码为28093。

## 政治
迪努瓦地区沙蒂永所属的省级选区为布鲁县。

## 人口

1962-2008年间迪努瓦地区沙蒂永人口变化图示

迪努瓦地区沙蒂永于2018年1月1日时的人口数量为834人。